# Delegação de Bauchi na Assembleia Nacional da Nigéria
A delegação do estado de Bauchi na Assembleia Nacional da Nigéria compreende três representantes eleitos para o Senado da Nigéria que representam as regiões de Bauchi Central, Bauchi do Sul e Bauchi do Norte, além de doze deputados para a Câmara dos Representantes que representam os distritos eleitorais de Misan/Dambam, Zaki, Katagum, Bogoro, Gamawa, Jama'are, Bauchi, Darazu/Ganjuma, Ningi/Wanji, Alkaleri/Kirfi, Shira/Giade, e Toro.

## Quarta República (1999–presente)

### 7ª Legislatura (2011–2015)
|           |                      |         |                    |           |          |
| Cargo     | Nome                 | Partido | Distrito Eleitoral | Mandato   | Situação |
|           |                      |         |                    |           |          |
| Senadores | Ibrahim Musa         | APC     | Bauchi Central     | 2011–2015 | Eleito   |
| Senadores | Ahmed Ningi          | APC     | Bauchi do Sul      | 2011–2015 | Eleito   |
| Senadores | Babayo Garba Gamawa  | APC     | Bauchi do Norte    | 2011–2015 | Eleito   |
|           |                      |         |                    |           |          |
| Deputados | Ahmed Misau          | PDP     | Misan/Dambam       | 2011–2015 | Eleito   |
| Deputados | Auwal Jatau          | ANPP    | Zaki               | 2011–2015 | Eleito   |
| Deputados | Saleh Dahiru         | APC     | Katagum            | 2011–2015 | Eleito   |
| Deputados | Yakubu Dogara        | PDP     | Bogoro             | 2011–2015 | Eleito   |
| Deputados | Ahmed Gololo         | CPC     | Gamawa             | 2011–2015 | Eleito   |
| Deputados | Isa Hassan           | ANPP    | Jama'are           | 2011–2015 | Eleito   |
| Deputados | Aliyu Ibrahim Gebi   | CPC     | Bauchi             | 2011–2015 | Eleito   |
| Deputados | Abubakar Tutare      | PDP     | Darazu/Ganjuma     | 2011–2015 | Eleito   |
| Deputados | Abdulrazak Nuhu Zaki | PDP     | Ningi/Wanji        | 2011–2015 | Eleito   |
| Deputados | Abdullahi Adamu      | PDP     | Alkaleri/Kirfi     | 2011–2015 | Eleito   |
| Deputados | Adamu Gurai          | APC     | Shira/Giade        | 2011–2015 | Eleito   |
| Deputados | Lawal Yahaya Gumau   | APC     | Toro               | 2011–2015 | Eleito   |

### 8ª Legislatura (2015–2019)
|           |                       |         |                    |           |          |
| Cargo     | Nome                  | Partido | Distrito Eleitoral | Mandato   | Situação |
|           |                       |         |                    |           |          |
| Senadores | Malam Wakili          | APC     | Bauchi Central     | 2015–2018 | Eleito   |
| Senadores | Lawal Yahaya Gumau    | APC     | Bauchi Central     | 2018–2019 | Suplente |
| Senadores | Isah Misau            | APC     | Bauchi do Sul      | 2015–2019 | Eleito   |
| Senadores | Suleiman Nazif        | APC     | Bauchi do Norte    | 2015–2019 | Eleito   |
|           |                       |         |                    |           |          |
| Deputados | Ahmed Yerima          | APC     | Misan/Dambam       | 2015–2019 | Eleito   |
| Deputados | Omar Tata             | APC     | Zaki               | 2015–2019 | Eleito   |
| Deputados | Ibrahim Mohammad Baba | APC     | Katagum            | 2015–2019 | Eleito   |
| Deputados | Yakubu Dogara         | PDP     | Bogoro             | 2015–2019 | Eleito   |
| Deputados | Mohammed Garba        | APC     | Gamawa             | 2015–2019 | Eleito   |
| Deputados | Isa Hassan            | APC     | Jama'are           | 2015–2019 | Reeleita |
| Deputados | Shehu Musa            | APC     | Bauchi             | 2015–2019 | Eleito   |
| Deputados | Jika Haliru Dauda     | APC     | Darazu/Ganjuma     | 2015–2019 | Eleita   |
| Deputados | Zakari Salisu         | APC     | Ningi/Wanji        | 2015–2019 | Eleita   |
| Deputados | Muhammad Abdu         | APC     | Alkaleri/Kirfi     | 2015–2019 | Eleito   |
| Deputados | Adamu Gurai           | APC     | Shira/Giade        | 2015–2019 | Reeleito |
| Deputados | Lawal Yahaya Gumau    | APC     | Toro               | 2015–2018 | Reeleita |
| Deputados | Yusuf Nuhu            | APC     | Toro               | 2018–2019 | Suplente |

### 9ª Legislatura (2019–2023)
|           |                           |         |                    |           |          |
| Cargo     | Nome                      | Partido | Distrito Eleitoral | Mandato   | Situação |
|           |                           |         |                    |           |          |
| Senadores | Lawal Yahaya Gumau        | APC     | Bauchi Central     | 2019–2023 | Reeleita |
| Senadores | Jika Haliru Dauda         | APC     | Bauchi do Sul      | 2019–2023 | Eleita   |
| Senadores | Adamu Bulkachuwa          | APC     | Bauchi do Norte    | 2019–2023 | Eleito   |
|           |                           |         |                    |           |          |
| Deputados | Ibrahim Makama Misau      | APC     | Misan/Dambam       | 2019–2023 | Eleito   |
| Deputados | Omar Tata                 | APC     | Zaki               | 2019–2023 | Reeleito |
| Deputados | Umar Abdulkadir Sarki     | APC     | Katagum            | 2019–2023 | Eleito   |
| Deputados | Yakubu Dogara             | PDP     | Bogoro             | 2019–2023 | Reeleito |
| Deputados | Ahmed Gololo              | APC     | Gamawa             | 2019–2023 | Eleito   |
| Deputados | Bashir Uba Mashema        | APC     | Jama'are           | 2019–2023 | Eleito   |
| Deputados | Yakubu Shehu Abdullahi    | APC     | Bauchi             | 2019–2023 | Eleito   |
| Deputados | Mansur Manu Soro          | APC     | Darazu/Ganjuma     | 2019–2023 | Eleito   |
| Deputados | Abdullahi Saad Abdulkadir | APC     | Ningi/Wanji        | 2019–2023 | Eleito   |
| Deputados | Mohammed Musa Pali        | APC     | Alkaleri/Kirfi     | 2019–2023 | Eleito   |
| Deputados | Kani Faggo Abubakar       | APC     | Shira/Giade        | 2019–2023 | Eleita   |
| Deputados | Umar Muda Lawal           | APC     | Toro               | 2019–2023 | Eleito   |